# 納雷科的聖額我略
納雷科的聖額我略（951年—1003年），是一名亞美尼亞僧侶，詩人，神秘主義哲學家、神學家，亚美尼亚使徒教会尊奉的聖人。額我略出生於文學氣息濃厚的家庭，從小接受了良好的教育，他終生居住的納雷科修道院後成為中世紀時亞美尼亞重要的學術中心。納雷科的聖額我略是位傑出的神學家，也是亞美尼亞文學上舉足輕重的詩人，他被稱為“亞美尼亞第一位偉大的詩人”。
纳雷科的圣额我略著有诸多著作，值得一提的是《童贞荣福玛利亚赞颂词》和第80篇祈祷文，题名为《从内心深处与天主之母相会》。圣人在这篇祈祷文中呈现了他被诸多失望的理由所淹没，却仍表达出炽热的爱，确信天主之母必定会予以援助。收錄了额我略95篇祈禱文的祈禱之書（Book of Prayers），也稱作悲歌之書（Book of Lamentations），是亞美尼亞文學中最為世人所知的作品之一。
額我略早已同時被亞美尼亞禮天主教會與亚美尼亚使徒教会尊為聖人。拉丁禮教會承認他的聖德是「在教義、著作和神秘學上的卓越成就」，《羅馬殉道聖人錄》記載了他的這些聖德，訂定每年2月27日紀念他。於2015年2月21日，教宗方濟各批准了罗马教廷封聖部的決議，宣布他為普世教會聖師之一。2015年4月12日（救主慈悲主日），在紀念亞美尼亞種族大屠殺發生一百周年的彌撒中，教宗方濟各正式將納雷科的聖額我略冊封爲教會聖師。

## 外部連結
- St. Gregory of Narek at "Santi e Beati" （页面存档备份，存于）
- www.stgregoryofnarek.am
- Book of Prayer （页面存档备份，存于）